# Enosis
Enosis (Grieks: Ένωσις) betekent aansluiting en wordt veelal in verband gebracht met het streven van de Grieks-Cypriotische bevolking in de jaren zestig tot aansluiting bij het "moederland Griekenland". In bredere context betekent enosis in het algemeen de aansluiting van een Grieks of Griekstalig gebied bij Griekenland. Het idee om alle Grieken en Griekstalige gebieden in een Groot-Griekenland te verenigen noemt men Megali Idea (het grote idee).
Toen Griekenland in 1830 onafhankelijk werd, omvatte het weinig meer dan de Peloponnesos. Er woonden toen meer Grieken buiten de Griekse landsgrenzen dan erbinnen, waardoor enosis een populair thema was. De Ionische Eilanden, een onafhankelijke republiek onder Brits beschermheerschap, riep als eerste de enosis uit en sloot zich in 1864 inderdaad bij Griekenland aan. Na de Russisch-Turkse Oorlog van 1877-78 kreeg Griekenland bovendien Thessalië toegewezen.
Eind 19e eeuw ontstond een beweging op Kreta die 'enosis' wilde bij het "Griekse moederland". In 1897 mislukte dit nog; in 1908 kwam de aansluiting daadwerkelijk tot stand. Na de Balkanoorlogen volgde enosis van Macedonië en West-Thracië. De laatste permanente toevoeging aan Grieks grondgebied vormde de enosis van de Dodekanesos met Griekenland na de Tweede Wereldoorlog.
De term is veel gebruikt in de jaren zeventig, toen extreem-nationalistische Griekse inwoners van Cyprus aansluiting wilden bij Griekenland.
In 1974 organiseerde het Griekse kolonelsregime een staatsgreep tegen de Cypriotische president Makarios die tot doel had de enosis te bespoedigen. Dit voorval werd door Turkije aangegrepen om eenzijdig in te grijpen zodat het Turkse bevolkingsdeel kon worden beschermd. De invasie van Turkse troepen resulteerde in een bezetting van een deel van Cyprus en een de facto opdeling van het eiland. De mislukking van deze enosis bevorderde echter wel weer de val van het kolonelsregime en de terugkeer van de democratie.
In 1983 verklaarde het door Turkse troepen bezette deel van Cyprus zich onafhankelijk onder de naam Turkse Republiek Noord-Cyprus. Deze staat wordt slechts door Turkije erkend. In feite erkenden ook Bangladesh en Pakistan al heel snel de Turkse Republiek Noord-Cyprus, maar onder druk van vooral de Verenigde Staten moesten ze hun erkenning weer intrekken.